# ریاض شراحیلی
ریاض شراحیلی (عربی: رياض شراحيلي؛ زادهٔ ۲۸ آوریل ۱۹۹۳) یک ورزشکار اهل عربستان سعودی است.
از باشگاه‌هایی که در آن بازی کرده‌است می‌توان به باشگاه فوتبال الفتح عربستان سعودی و باشگاه فوتبال النصر عربستان سعودی اشاره کرد.